# Frankfurter Fronttheater
Das Frankfurter Fronttheater  war ein Kabaretttheater, das etwa Ende der 1970er zunächst als Karl Napps Chaos Theater und als Vorläufiges Frankfurter Fronttheater aus der Frankfurter Spontiszene hervorging. Das Fronttheater karikierte scharfzüngig gesellschaftspolitische Themen. Seine Protagonisten Dieter Thomas und Hendrike von Sydow beleuchteten den „Krieg der Geschlechter“ und kämpfen – auch in Soloprogrammen – mit den Tücken des Alltags.

## Geschichte

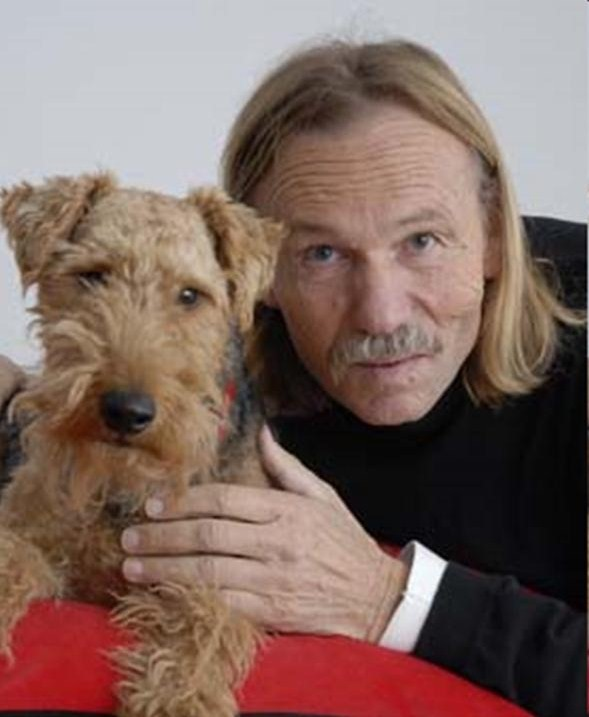
Gründungsmitglied Dieter Thomas
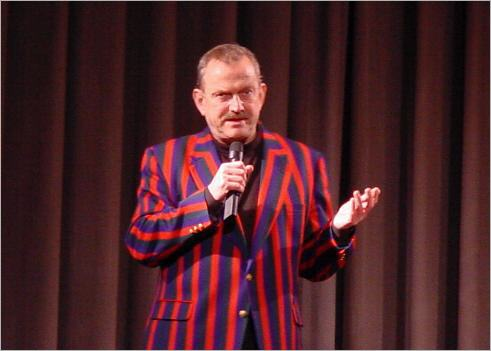
Gründungsmitglied Matthias Beltz

Gegründet wurde das Kabarettensemble im Herbst 1976. Wahlsprüche wie Atomkraft? Nein, danke!, Wir wollen alles und weitere Parolen boten Zündstoff bei den Demonstrationszügen, die durch Frankfurt zogen und welche die Bildung der Grünenbewegung Anfang der 1980er abzeichnen sollten. Themen wie die Startbahn West und die Wiederaufbereitungsanlage Wackersdorf gossen Öl in das Feuer der Proteste. Die Anti-Atomkraft-Bewegung war auf ihrem Höhepunkt und Hausbesetzungen an der Tagesordnung.
Vor diesem Hintergrund bildete sich ein zehnköpfiges Ensemble, das sich zunächst in Anlehnung an Carl Napp Karl Napps Chaos Theater nannte, sich aber alsbald in Vorläufiges Frankfurter Fronttheater umbenannte. In Personalunion versuchten sich alle gemeinsam als Schauspieler, Regisseure, Musiker oder Intendanten des Theaters. Gründungsmitglieder waren unter anderem die mittlerweile verstorbenen Matthias Beltz und Dieter Thomas sowie Hendrike von Sydow und Dietrich Stern. Thomas und von Sydow traten meistens als Duo auf.
Ansatzpunkte der Satire waren Themen der beginnenden 1980er: der Frankfurter Häuserkampf, Frauenbewegung und politischer Filz.
„Wir sagten uns, wenn die Proletarier aller Länder sich eben nicht vereinigen und die Revolution trotz vergeblicher Agitationsversuche nicht wollten, dann müssen wir uns was anderes überlegen.“
„Wir wollten Politik mit anderen Mitteln. Theater auf der Straße, auf politischen Veranstaltungen, auf den eigens geschaffenen Bühnen, deren erste in Frankfurt die Alternativkneipe Batschkapp war.“
Das Ensemble steigerte sich bald zum „Szenekabarett“ und erhielt großen Zulauf aus der alternativen Szene, die das Ensemble aber gleich wieder konterkarierte und den Spieß umdrehte, um satirische Spitzen auf sein eigenes Publikum abzufeuern.
Auftrittsort des Vorläufigen Frankfurter Fronttheaters war das Berger-Kino in Frankfurt-Bornheim, das kurzerhand zur Bühne umfunktioniert werden konnte. Sämtliche Public Relations für ihr Programm erledigten die Veranstalter des Fronttheaters selbst (was sie bis heute beibehalten). Anfangs schien dem Projekt Fronttheater wenig Erfolg beschieden zu sein, scheuten sich doch die öffentlich-rechtlichen Fernsehsender vor allzu heftiger gesellschaftlicher und politischer Polemik. Erst die Jugendredaktionen der ARD trauten sich, das frische Satireensemble zu präsentieren, und gaben ihnen Raum für eine 45-minütige Fernsehsendung unter dem Titel Freak und Frieden, in der fast alles (einschließlich der Akteure des Kabaretts) durch den Kakao gezogen wurde, was es gab. Daraus ging eine eigene Kabarettsendung Zu Gast im Fronttheater hervor. Ab diesem Zeitpunkt zählte das Ensemble zu den festen Größen im Satire- und Kabarettgeschäft.
Mittlerweile hatte sich das Vorläufige Frankfurter Fronttheater auf drei Akteure reduziert: Hendrike von Sydow und Dieter Thomas, auch privat ein Paar, traten meistens zusammen auf, Matthias Beltz spielte hingegen sein Soloprogramm. Auch Dietrich Stern trennte sich von den „Fronties“. Indes arbeiteten alle drei zusammen, entwarfen und konzipierten das Bühnenbild und führten gemeinschaftlich Regie. 1986/87 trennte sich Matthias Beltz von Sydow/Thomas, um sein eigenes Konzept weiter zu verfolgen.
Beltz war in seinem obligaten gestreiften Anzug satirisch dafür bekannt, vom „Hundertsten ins Tausendste“ zu kommen, das Duo Sydow/Thomas übte hingegen ihr ständiges Paar-Streitgespräch aus und bezog oft das Publikum in ihre vermeintlichen Dialoge ein.
1994 kam es zu der überaus erfolgreichen Fernsehreihe Dieter und Hendrike bei Radio Bremen. Es folgten Auftritte beim SatireFest des SFB und in den Mitternachtsspitzen.
Seit Beltz’ überraschendem Tod 2002 bestand das Frankfurter Fronttheater ausschließlich aus Hendrike von Sydow und Dieter Thomas. Beide tourten – mal einzeln, mal gemeinsam – durch die ganze Bundesrepublik. Dieter Thomas starb 2016.